# عقرب سوطي كرايبليني
عقرب سوطي كرايبليني (الاسم العلمي: Thelyphonus kraepelini) هي نوع من العنكبوتيات يتبع جنس العقرب السوطي من الفصيلة العقارب السوطية.